# かがゆき型巡視艇
かがゆき型巡視艇（かがゆきがたじゅんしてい、英語: Kagayuki-class patrol craft）は、海上保安庁の巡視艇の船級。区分上はPC型、公称船型は30メートル型。
ネームシップが配置替えに伴って改名を繰り返していることから、かがゆき型巡視艇→はまゆき型巡視艇→はやぐも型巡視艇と名称が変遷してきた。

## 設計
本型は、1999年に発効した新日韓漁業協定を受けて、年々高速化する密漁漁船に対応できる高速巡視艇として建造された。このような要請から、先行するあそぎり型とほぼ同大の船体ながら、船質をアルミニウム合金製として軽量化をはかっている。高速でも動揺が少なく、機動性にも優れるとして現場の評判は良く、まず3隻が建造されたのち、平成18年度計画以降には、むらくも型の後継として大量建造されるようになった。
主機関としては、MTUフリードリヒスハーフェンのV型16気筒ディーゼルエンジンという点ではあそぎり型と同様であり、出力も同程度であるが、新世代のMTU 16V4000 M70（2,600馬力 / 1,940 rpm）もしくは改良型の16V4000 M90（3,670馬力 / 2,110 rpm）が搭載された。また推進器をウォータージェット推進とすることで舵が不要となり、水中抵抗の低減に益している。これにより、最大速力は36ノットに引き上げられた。またTBSが制作したドキュメンタリー番組「スパモク!!」では、壱岐海上保安署に所属する巡視艇「いきぐも」が対馬沖の玄界灘において韓国籍の密航船を追跡した際、公称を4ノット上回る時速40ノットで高速航行を行った映像が配信された。
兵装としては、当初は従来の30メートル型PCと同じく、船首甲板に機側操作の13mm単装機銃（ブローニングM2重機関銃）を備えていた。その後、平成18年度に建造が再開されたあとの艇では、13mm多銃身機銃（GAU-19）の単装マウントに変更されたが、これは操舵室上の赤外線捜索監視装置との連接によって目標追尾型遠隔操縦機能（RFS）を備えている。2023年に就役した25番艇「たかつき」からは、新型の機銃管制装置が装備された。令和3年度補正で建造された26番艇「はやなみ」は、機銃は装備せず放水銃に変更となっている。
「いそなみ」、2023年4月1日から潜水指定船(「あまぎ」から変更)
「なつづき」は石垣、宮古島（2018（平成30）年11月8日巡視船「みやこ」（現「はりみず」）へ指定変更迄）、徳山配属において潜水指定船である。
「いせゆき」前「いせゆき」から引き続き指定
令和2年度第三次補正で建造された25番艇「たかつき」には、感染症患者搬送区画（兼資材倉庫）が備えられ、上部構造右舷側に新たに扉が設置されたほか、船内配置が一部変更されたほか、通信能力が強化された。

## 同型艇
※巡視艇の船名は、随時、改名されることがある。
| 計画年度            | 番号   | 船名                           | 建造                       | 就役           | 所属                                                        | 解役 |
| ------------------- | ------ | ------------------------------ | -------------------------- | -------------- | ----------------------------------------------------------- | ---- |
| 平成10年度第3次補正 | PC-105 | かがゆき → はまゆき → はやぐも | 三菱重工下関造船所         | 1999年12月24日 | 金沢（第九管区） → 七尾（第九管区） → 比田勝（第七管区）    |      |
| 平成13年度          | PC-106 | むらくも                       | 日立造船神奈川工場         | 2002年8月19日  | 対馬（第七管区）→福岡(第七管区)                             |      |
| 平成13年度第2次補正 | PC-107 | いずなみ                       | 石原造船所高砂工場         | 2003年3月18日  | 下田（第三管区）                                            |      |
| 平成18年度          | PC-108 | やえぐも                       | 新潟造船                   | 2008年3月4日   | 対馬（第七管区） → 唐津（第七管区）                         |      |
| 平成18年度          | PC-109 | なつぐも                       | 墨田川造船                 | 2008年3月4日   | 対馬（第七管区）                                            |      |
| 平成18年度          | PC-110 | あきぐも                       | 墨田川造船                 | 2008年3月10日  | 比田勝（第七管区）                                          |      |
| 平成19年度          | PC-111 | たつぐも → はぎなみ            | 新潟造船                   | 2009年3月10日  | 対馬（第七管区） → 萩（第七管区）                           |      |
| 平成19年度          | PC-112 | いきぐも                       | 墨田川造船                 | 2009年3月10日  | 壱岐（第七管区）                                            |      |
| 平成19年度          | PC-113 | なつづき                       | 墨田川造船                 | 2009年3月10日  | 石垣（第十一管区） →宮古島（第十一管区） → 徳山（第六管区） |      |
| 平成19年度補正      | PC-114 | おきぐも                       | 新潟造船                   | 2009年7月31日  | 中城（第十一管区） → 名護（第十一管区）                     |      |
| 平成19年度補正      | PC-115 | あわぐも                       | 墨田川造船                 | 2009年7月31日  | 中城（第十一管区）                                          |      |
| 平成19年度補正      | PC-116 | しまぐも                       | 墨田川造船                 | 2009年8月24日  | 中城（第十一管区）                                          |      |
| 平成21年度補正      | PC-117 | ゆきぐも                       | 新潟造船                   | 2011年3月10日  | 函館（第一管区）                                            |      |
| 平成21年度補正      | PC-118 | きたぐも                       | 新潟造船                   | 2011年3月10日  | 根室（第一管区）                                            |      |
| 平成21年度補正      | PC-119 | こまゆき                       | 墨田川造船                 | 2011年2月25日  | 香住（第八管区）                                            |      |
| 平成22年度          | PC-120 | かわぎり                       | 新潟造船                   | 2012年3月9日   | 羅臼（第一管区）                                            |      |
| 平成22年度          | PC-121 | わかづき                       | ユニバーサル造船京浜事業所 | 2012年7月10日  | 海南（第五管区）                                            |      |
| 平成24年度予備費    | PC-122 | いそなみ                       | 墨田川造船                 | 2014年1月30日  | 古仁屋（第十管区）                                          |      |
| 平成24年度予備費    | PC-123 | なごづき                       | 墨田川造船                 | 2014年1月30日  | 名護（第十一管区）                                          |      |
| 平成24年度予備費    | PC-124 | やえづき                       | 新潟造船                   | 2014年2月28日  | 宮古島（第十一管区） →石垣（第十一管区）                    |      |
| 平成29年度          | PC-125 | いせゆき                       | 墨田川造船                 | 2018年10月17日 | 中部（第四管区）                                            |      |
| 平成29年度          | PC-126 | はまゆき                       | 墨田川造船                 | 2019年1月23日  | 七尾（第九管区）                                            |      |
| 平成29年度補正      | PC-127 | うみぎり                       | 墨田川造船                 | 2019年11月27日 | 宮城（第二管区）                                            |      |
| 平成29年度補正      | PC-128 | あさぎり                       | 墨田川造船                 | 2020年1月29日  | 福井（第八管区）                                            |      |
| 令和2年度第3次補正  | PC-129 | たかつき                       | 墨田川造船                 | 2023年1月26日  | 宇和島（第六管区）                                          |      |
| 令和3年度補正       | PC-130 | はやなみ                       | 墨田川造船                 | 2024年1月25日  | 門司（第七管区）                                            |      |
| 令和7年度           | PC-    |                                |                            |                |                                                             |      |

## 登場作品
『対馬奪還戦争』
「やえぐも」と「なつぐも」が登場。
「やえぐも」は、全体を緑色に塗装し偽装網を被ってカモフラージュすると、自衛隊と協力しながら、対馬に侵攻してきた韓国軍と戦闘を繰り広げる。
「なつぐも」は、第1巻冒頭にて数艘の武装漁船から襲撃を受けたことでシージャックされ、そのまま韓国まで曳航されてしまう。作中では、それが韓国の対馬侵攻に繋がる一連の事件の始まりとなっている。